# Riera de Pineda
La riera de Pineda de Mar es un curso de agua intermitente de la comarca de El Maresme. Nace a unos 500 metros de altitud, en el salto de Pica, entre el monte de Orsavinyá y el macizo de las Planes, en un rincón siempre húmedo y rodeado de saúcos, cerezos de bosque, avellanos, bojes, acebos, encinas... y desemboca en el Mediterráneo, en Pineda de Mar.
En su nacimiento recibe el nombre de los lugares por donde pasa -salto de Pica, salto del Salt-, igual que sus afluentes. Cuando llega a Sant Pere de Riu, ya se le denomina "riera de Pineda".
En algunos tramos, entre can Coqueta y cal Capitán, mantiene agua todo el año. Hasta los años 70, llevaba bastante más agua y esto permitía que durante algunos meses las aguas llegaran hasta el mar. A su orilla todavía se pueden encontrar elementos propios de la actividad humana en el aprovechamiento del agua, como el acueducto romano de Can Cua, el molino harinero de Can Marquès o el Puente del Diablo. La disminución de las lluvias, el aprovechamiento humano más intenso de las aguas y unas montañas mucho más pobladas de árboles, han hecho que el caudal actual sea inferior.
La cuenca de la riera de Pineda tiene 11 km de longitud y recoge las aguas de las vertientes marítimas de la parte de levante de la sierra del Monnegre, que bajan por varios torrentes y rieras. 

## Afluentes
Los afluentes más importantes son: 
- Bache de en Benet Vives, que nace bajo el cuello del mismo nombre.
- Torrente de Canyamars, que nace bajo el cerro de la Grimola.
- Bache del Aram, que nace bajo el cuello de en Cona. Es lo más largo de los afluentes y en algunos tramos lleva agua casi todo el año.
- Bache de Santo Andreu, que nace bajo el collarín del mismo nombre..
- Bache de can Riu, que nace bajo cuello de Puerto.
- Torrente de Navall, que nace detrás can Carreres.

## Aprovechamiento humano
Para los labradores, la proximidad del agua ha sido una fuente de riqueza. Se ha aprovechado el agua, la fuerza del agua, los árboles de ribera y las plantas y fauna asociadas. La riera de Pineda conserva un rico patrimonio, testigo de la relación humana con los cursos de agua.
La riera de Pineda ha sido un curso de agua que, históricamente, ha tenido un intenso aprovechamiento hidráulico. Sin embargo, siglos atrás se la conocía con el nombre de "la riera de los nuevos molinos". En efecto, a pesar de que nuestra riera no es un curso de grandes caudales ni vigorosos saltos, ofrecía unas condiciones bastante óptimas como para establecer varios sistemas hidráulicos. 